# Erwin Bohatsch
Erwin Bohatsch (né en 1951 à Mürzzuschlag) est un peintre autrichien.

## Biographie

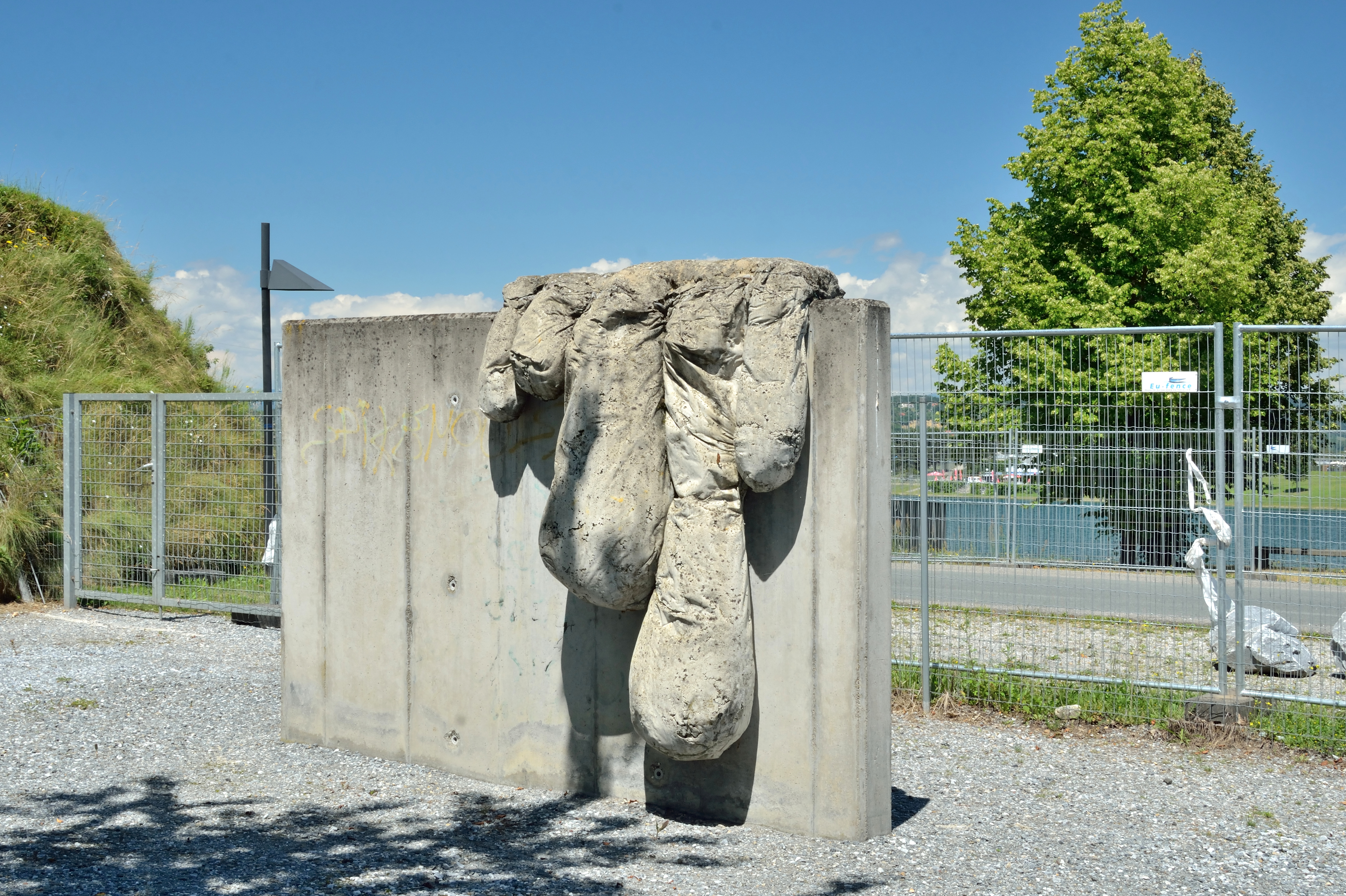
Mur, 1992, Österreichischer Skulpturenpark.

Bohatsch va de 1966 à 1970 à l'école des arts appliqués de Graz auprès d'Otto Brunner. De 1971 à 1976, il étudie à l'académie des beaux-arts de Vienne auprès de Walter Eckert. En 1984-1985, il bénéficie d'une bourse du Berliner Künstlerprogramm des DAAD pour un an à Berlin.
Bohatsch enseigne en 1992 à l'Internationale Sommerakademie für Bildende Kunst Salzburg, en 1993 à l'Académie internationale d'été des beaux-arts de Gomera et en 1994 à l'Académie d'été de Berlin des beaux-arts.
En 2005, il devient enseignant de la peinture abstraite de l'académie des beaux-arts de Vienne.

## Source de la traduction
- (de) Cet article est partiellement ou en totalité issu de l’article de Wikipédia en allemand intitulé « Erwin Bohatsch » (voir la liste des auteurs).